# Soubeira-Nakoara
Pour les articles homonymes, voir Soubeira.
Soubeira-Nakoara est une localité située dans le département de Ziga de la province du Sanmatenga dans la région Centre-Nord au Burkina Faso.

## Géographie
Située dans le nord du département à proximité de Soubeira-Natenga, Soubeira-Nakoara se trouve à environ 30 km au nord-ouest de Ziga, le chef-lieu du département, à 20 km à l'est de Korsimoro et à environ 45 km au sud-est de Kaya, la capitale régionale.

## Histoire
L'écrivain burkinabè Youssouf Nakaosgnimdi Ouédraogo est né dans le village en 1989.

## Économie
L'activité de Soubeira-Nakoara est basée sur l'agro-pastoralisme avec la présence d'un lac de barrage de Soubeira permettant l'irrigation du bas-fonds et des cultures maraîchères de son pourtour.

## Éducation et santé
Le centre de soins le plus proche de Soubeira-Nakoara est le centre de santé et de promotion sociale (CSPS) de Soubeira-Natenga tandis que le centre hospitalier régional (CHR) se trouve à Kaya.
La ville possède une école primaire publique alors que le collège d'enseignement général (CEG) est à Soubeira-Natenga.